# Collegio elettorale di Tortona (Regno di Sardegna)
Il collegio elettorale di Tortona è stato un collegio elettorale uninominale del Regno di Sardegna, uno dei collegi nell'allora provincia di Tortona.
Fu istituito con il Regio editto del 17 marzo 1848; era identificato con il numero 73 e comprendeva i mandamenti di Tortona, Villalvernia, San Sebastiano e Garbagna.
Con la riforma prevista dalla legge 3778 del 1859, il collegio era ora identificato con il numero 20 e comprendeva gli stessi mandamenti. 
Con l'unità d'Italia il territorio divenne parte dell'omonimo collegio del Regno d'Italia.

## Dati elettorali
Nel collegio si svolsero elezioni per le sette legislature del Ragno di Sardegna.

### I legislatura
Le votazioni si svolsero in 222 collegi uninominali a doppio turno. Come previsto dal decreto n. 680 del 17 marzo 1848, era eletto al primo turno il candidato che «riunisce in suo favore più del terzo dei voti del total numero dei membri componenti il collegio e più della metà dei suffragi dati dai votanti presenti all'adunanza» (art. 92). Se nessun candidato era eletto, al ballottaggio tra i due candidati con più voti era eletto chi otteneva il maggior numero di voti (art. 93) o, in caso di ugual numero di voti, il maggiore d'età (art. 94).
| Partito                            | Partito                            | Candidato                          | Primo turno 27 aprile 1848 | Primo turno 27 aprile 1848 | Ballottaggio 29 aprile 1848 | Ballottaggio 29 aprile 1848 |
| Partito                            | Partito                            | Candidato                          | Voti                       | %                          | Voti                        | %                           |
| ---------------------------------- | ---------------------------------- | ---------------------------------- | -------------------------- | -------------------------- | --------------------------- | --------------------------- |
|                                    | —                                  | Pietro Pernigotti                  | 80                         | 51,61                      | 155                         | 60,78                       |
|                                    | —                                  | Paolo Farina                       | 75                         | 48,39                      | 100                         | 39,22                       |
|                                    |                                    |                                    |                            |                            |                             |                             |
| Iscritti                           | Iscritti                           | Iscritti                           | 354                        | 100,00                     | 354                         | 100,00                      |
| ↳ Votanti (% su iscritti)          | ↳ Votanti (% su iscritti)          | ↳ Votanti (% su iscritti)          | 264                        | 74,58                      | 257                         | 72,60                       |
| ↳ Voti validi (% su votanti)       | ↳ Voti validi (% su votanti)       | ↳ Voti validi (% su votanti)       | 155                        | 58,71                      | 255                         | 99,22                       |
| ↳ Schede non valide (% su votanti) | ↳ Schede non valide (% su votanti) | ↳ Schede non valide (% su votanti) | 109                        | 41,29                      | 2                           | 0,78                        |
| ↳ Astenuti (% su iscritti)         | ↳ Astenuti (% su iscritti)         | ↳ Astenuti (% su iscritti)         | 90                         | 25,42                      | 97                          | 27,40                       |

### II legislatura
Le votazioni si svolsero in 222 collegi uninominali a doppio turno con la stessa normativa precedente (al primo turno un numero di voti maggiore di un terzo degli iscritti).
| Partito                            | Partito                            | Candidato                          | Primo turno 22 gennaio 1849 | Primo turno 22 gennaio 1849 | Ballottaggio 23 gennaio 1849 | Ballottaggio 23 gennaio 1849 |
| Partito                            | Partito                            | Candidato                          | Voti                        | %                           | Voti                         | %                            |
| ---------------------------------- | ---------------------------------- | ---------------------------------- | --------------------------- | --------------------------- | ---------------------------- | ---------------------------- |
|                                    | —                                  | Cesare Spalla                      | 110                         | 54,46                       | 141                          | 61,04                        |
|                                    | —                                  | Giuseppe Passalacqua               | 92                          | 45,54                       | 90                           | 38,96                        |
|                                    |                                    |                                    |                             |                             |                              |                              |
| Iscritti                           | Iscritti                           | Iscritti                           | 354                         | 100,00                      | 354                          | 100,00                       |
| ↳ Votanti (% su iscritti)          | ↳ Votanti (% su iscritti)          | ↳ Votanti (% su iscritti)          | 211                         | 59,60                       | 235                          | 66,38                        |
| ↳ Voti validi (% su votanti)       | ↳ Voti validi (% su votanti)       | ↳ Voti validi (% su votanti)       | 202                         | 95,73                       | 231                          | 98,30                        |
| ↳ Schede non valide (% su votanti) | ↳ Schede non valide (% su votanti) | ↳ Schede non valide (% su votanti) | 9                           | 4,27                        | 4                            | 1,70                         |
| ↳ Astenuti (% su iscritti)         | ↳ Astenuti (% su iscritti)         | ↳ Astenuti (% su iscritti)         | 143                         | 40,40                       | 119                          | 33,62                        |

### III legislatura
Le votazioni si svolsero in 204 collegi uninominali a doppio turno con la normativa del 1848 (al primo turno un numero di voti maggiore di un terzo degli iscritti).
| Partito                            | Partito                            | Candidato                          | Primo turno 15 luglio 1849 | Primo turno 15 luglio 1849 | Ballottaggio 22 luglio 1849 | Ballottaggio 22 luglio 1849 |
| Partito                            | Partito                            | Candidato                          | Voti                       | %                          | Voti                        | %                           |
| ---------------------------------- | ---------------------------------- | ---------------------------------- | -------------------------- | -------------------------- | --------------------------- | --------------------------- |
|                                    | —                                  | Paolo Farina                       | 99                         | 71,22                      | 135                         | 56,02                       |
|                                    | —                                  | Ambrogio Vicari                    | 40                         | 28,78                      | 106                         | 43,98                       |
|                                    |                                    |                                    |                            |                            |                             |                             |
| Iscritti                           | Iscritti                           | Iscritti                           | 388                        | 100,00                     | 388                         | 100,00                      |
| ↳ Votanti (% su iscritti)          | ↳ Votanti (% su iscritti)          | ↳ Votanti (% su iscritti)          | 172                        | 44,33                      | 243                         | 62,63                       |
| ↳ Voti validi (% su votanti)       | ↳ Voti validi (% su votanti)       | ↳ Voti validi (% su votanti)       | 139                        | 80,81                      | 241                         | 99,18                       |
| ↳ Schede non valide (% su votanti) | ↳ Schede non valide (% su votanti) | ↳ Schede non valide (% su votanti) | 33                         | 19,19                      | 2                           | 0,82                        |
| ↳ Astenuti (% su iscritti)         | ↳ Astenuti (% su iscritti)         | ↳ Astenuti (% su iscritti)         | 216                        | 55,67                      | 145                         | 37,37                       |

### IV legislatura
Le votazioni si svolsero in 204 collegi uninominali a doppio turno con la normativa del 1848 (al primo turno un numero di voti maggiore di un terzo degli iscritti).
| Partito                            | Partito                            | Candidato                          | Primo turno 9 dicembre 1849 | Primo turno 9 dicembre 1849 | Ballottaggio 10 dicembre 1849 | Ballottaggio 10 dicembre 1849 |
| Partito                            | Partito                            | Candidato                          | Voti                        | %                           | Voti                          | %                             |
| ---------------------------------- | ---------------------------------- | ---------------------------------- | --------------------------- | --------------------------- | ----------------------------- | ----------------------------- |
|                                    | —                                  | Paolo Farina                       | 113                         | 66,86                       | 118                           | 60,82                         |
|                                    | —                                  | Leonzio Massa Saluzzo              | 56                          | 33,14                       | 76                            | 39,18                         |
|                                    |                                    |                                    |                             |                             |                               |                               |
| Iscritti                           | Iscritti                           | Iscritti                           | 301                         | 100,00                      | 301                           | 100,00                        |
| ↳ Votanti (% su iscritti)          | ↳ Votanti (% su iscritti)          | ↳ Votanti (% su iscritti)          | 190                         | 63,12                       | 199                           | 66,11                         |
| ↳ Voti validi (% su votanti)       | ↳ Voti validi (% su votanti)       | ↳ Voti validi (% su votanti)       | 169                         | 88,95                       | 194                           | 97,49                         |
| ↳ Schede non valide (% su votanti) | ↳ Schede non valide (% su votanti) | ↳ Schede non valide (% su votanti) | 21                          | 11,05                       | 5                             | 2,51                          |
| ↳ Astenuti (% su iscritti)         | ↳ Astenuti (% su iscritti)         | ↳ Astenuti (% su iscritti)         | 111                         | 36,88                       | 102                           | 33,89                         |

### V legislatura
Le votazioni si svolsero in 204 collegi uninominali a doppio turno con la normativa del 1848 (al primo turno un numero di voti maggiore di un terzo degli iscritti).
|                                    | —                                  | Paolo Farina                       | 190 | 63,97  |    |        |
|                                    | —                                  | Vittorio Garofoli                  | 107 | 36,03  | 76 | 100,00 |
|                                    |                                    |                                    |     |        |    |        |
| Iscritti                           | Iscritti                           | Iscritti                           | 446 | 100,00 |    |        |
| ↳ Votanti (% su iscritti)          | ↳ Votanti (% su iscritti)          | ↳ Votanti (% su iscritti)          | 306 | 68,61  |    |        |
| ↳ Voti validi (% su votanti)       | ↳ Voti validi (% su votanti)       | ↳ Voti validi (% su votanti)       | 297 | 97,06  |    |        |
| ↳ Schede non valide (% su votanti) | ↳ Schede non valide (% su votanti) | ↳ Schede non valide (% su votanti) | 9   | 2,94   |    |        |
| ↳ Astenuti (% su iscritti)         | ↳ Astenuti (% su iscritti)         | ↳ Astenuti (% su iscritti)         | 140 | 31,39  |    |        |

L'onorevole Farina era stato eletto anche in altri collegi e il 3 gennaio 1854 ci fu un sorteggio per indicare quale collegio dovesse rappresentare e rimase rappresentante del collegio di Levanto. Il collegio fu riconvocato. 
| Partito                            | Partito                            | Candidato                          | Primo turno 22 gennaio 1854 | Primo turno 22 gennaio 1854 | Ballottaggio 24 gennaio 1854 | Ballottaggio 24 gennaio 1854 |
| Partito                            | Partito                            | Candidato                          | Voti                        | %                           | Voti                         | %                            |
| ---------------------------------- | ---------------------------------- | ---------------------------------- | --------------------------- | --------------------------- | ---------------------------- | ---------------------------- |
|                                    | —                                  | Domenico Berti                     | 140                         | 58,33                       | 148                          | 52,67                        |
|                                    | —                                  | Alessandro Bianchi                 | 100                         | 41,67                       | 133                          | 47,33                        |
|                                    |                                    |                                    |                             |                             |                              |                              |
| Iscritti                           | Iscritti                           | Iscritti                           | 446                         | 100,00                      | 446                          | 100,00                       |
| ↳ Votanti (% su iscritti)          | ↳ Votanti (% su iscritti)          | ↳ Votanti (% su iscritti)          | 252                         | 56,50                       | 289                          | 64,80                        |
| ↳ Voti validi (% su votanti)       | ↳ Voti validi (% su votanti)       | ↳ Voti validi (% su votanti)       | 240                         | 95,24                       | 281                          | 97,23                        |
| ↳ Schede non valide (% su votanti) | ↳ Schede non valide (% su votanti) | ↳ Schede non valide (% su votanti) | 12                          | 4,76                        | 8                            | 2,77                         |
| ↳ Astenuti (% su iscritti)         | ↳ Astenuti (% su iscritti)         | ↳ Astenuti (% su iscritti)         | 194                         | 43,50                       | 157                          | 35,20                        |

N.B. il numero dei votanti indicato al ballottaggio è ipotetico. La fonte "Storia dei Collegi..." indica in 115 il numero dei votanti, mentre al dibattito della camera sono enunciati e voti presi dai due candidati e indicate le varie schede annullate per vari motivi, ma il totale dei votanti non lo è. La somma qui indicata è data del totale dei voti attribuiti con l'aggiunta delle schede dubbie, che ammontano a 4 schede nulle e a quattro schede dubbie.
"La Camera, nella tornata del 30 gennaio 1854, convalidò questa elezione, contro le conclusioni dell'ufficio, ritenendo non necessaria la pubblicazione del manifesto indicante il ballottaggio perché l'esito della 1ª votazione viene proclamato dai presidenti delle varie sezioni ai quali spetta di invitare gli elettori alla 2ª votazione, e ritenendo, in linea di fatto, che il concorso degli elettori fu maggiore nella 2ª che nella 1ª votazione". 
Arrivarono diverse proteste da vari soggetti, e la discussione alla Camera fu ampia. La commissione propose l’annullamento dell'elezione ma la Camera invece votò per la conefrma dell'elezione dell'onorevole Berti.

### VI legislatura
Le votazioni si svolsero in 204 collegi uninominali a doppio turno dopo la modifica dei collegi della Sardegna nel 1856; venne applicata la normativa del 1848 (al primo turno un numero di voti maggiore di un terzo degli iscritti).
| Partito                            | Partito                            | Candidato                          | Primo turno 15 novembre 1857 | Primo turno 15 novembre 1857 | Ballottaggio 18 novembre 1857 | Ballottaggio 18 novembre 1857 |
| Partito                            | Partito                            | Candidato                          | Voti                         | %                            | Voti                          | %                             |
| ---------------------------------- | ---------------------------------- | ---------------------------------- | ---------------------------- | ---------------------------- | ----------------------------- | ----------------------------- |
|                                    | —                                  | Andrea Evaristo Alvigini           | 206                          | 56,59                        | 289                           | 59,71                         |
|                                    | —                                  | Vittorio Garofoli                  | 158                          | 43,41                        | 195                           | 40,29                         |
|                                    |                                    |                                    |                              |                              |                               |                               |
| Iscritti                           | Iscritti                           | Iscritti                           | 627                          | 100,00                       | 627                           | 100,00                        |
| ↳ Votanti (% su iscritti)          | ↳ Votanti (% su iscritti)          | ↳ Votanti (% su iscritti)          | 430                          | 68,58                        | 490                           | 78,15                         |
| ↳ Voti validi (% su votanti)       | ↳ Voti validi (% su votanti)       | ↳ Voti validi (% su votanti)       | 364                          | 84,65                        | 484                           | 98,78                         |
| ↳ Schede non valide (% su votanti) | ↳ Schede non valide (% su votanti) | ↳ Schede non valide (% su votanti) | 66                           | 15,35                        | 6                             | 1,22                          |
| ↳ Astenuti (% su iscritti)         | ↳ Astenuti (% su iscritti)         | ↳ Astenuti (% su iscritti)         | 197                          | 31,42                        | 137                           | 21,85                         |

### VII legislatura
Le votazioni si svolsero in 387 collegi uninominali a doppio turno. Come previsto dalla legge elettorale del 20 novembre 1859, era eletto al primo turno il candidato che «riunisce in suo favore più del terzo dei voti del total numero dei membri componenti il collegio e più della metà dei suffragi dati dai votanti presenti all'adunanza» (art. 91). Se nessun candidato era eletto, al ballottaggio tra i due candidati con più voti era eletto chi otteneva il maggior numero di voti (art. 92) o, in caso di ugual numero di voti, il maggiore d'età (art. 93).
| Partito                            | Partito                            | Candidato                          | Primo turno 25 marzo 1860 | Primo turno 25 marzo 1860 | Ballottaggio 29 marzo 1860 | Ballottaggio 29 marzo 1860 |
| Partito                            | Partito                            | Candidato                          | Voti                      | %                         | Voti                       | %                          |
| ---------------------------------- | ---------------------------------- | ---------------------------------- | ------------------------- | ------------------------- | -------------------------- | -------------------------- |
|                                    | —                                  | Andrea Evaristo Alvigini           | 171                       | 39,95                     | 262                        | 53,69                      |
|                                    | —                                  | Giuseppe Astori                    | 163                       | 38,08                     | 226                        | 46,31                      |
|                                    | —                                  | Luigi Mongini                      | 94                        | 21,96                     |                            |                            |
|                                    |                                    |                                    |                           |                           |                            |                            |
| Iscritti                           | Iscritti                           | Iscritti                           | 687                       | 100,00                    | 687                        | 100,00                     |
| ↳ Votanti (% su iscritti)          | ↳ Votanti (% su iscritti)          | ↳ Votanti (% su iscritti)          | 477                       | 69,43                     | 492                        | 71,62                      |
| ↳ Voti validi (% su votanti)       | ↳ Voti validi (% su votanti)       | ↳ Voti validi (% su votanti)       | 428                       | 89,73                     | 488                        | 99,19                      |
| ↳ Schede non valide (% su votanti) | ↳ Schede non valide (% su votanti) | ↳ Schede non valide (% su votanti) | 49                        | 10,27                     | 4                          | 0,81                       |
| ↳ Astenuti (% su iscritti)         | ↳ Astenuti (% su iscritti)         | ↳ Astenuti (% su iscritti)         | 210                       | 30,57                     | 195                        | 28,38                      |